# Ali Ottman
Ali Ottman (in ebraico עלי עותמאן‎?; Sakhnin, 8 febbraio 1987) è un ex calciatore israeliano, di ruolo difensore.

## Palmarès

### Club

#### Competizioni nazionali
- Campionato israeliano: 1

Maccabi Haifa: 2010-2011